# Tay Khang jezik
Tay Khang jezik (ISO 639-3: tnu), jedan od 61 tai jezika kojim govori oko 	200 ljudi u laoskoj provinciji Khammouan i možda u Vijetnamu.
Ne smije se brkati s jezikom kháng [kjm] iz Vijetnama, khmujskim predstavnikom podskupine xinh mul.

## Vanjske poveznice
- Ethnologue (14th)
- Ethnologue (15th)